# Said bin Ali bin Wahf al-Qahtani
Scheich Dr. Said bin Ali bin Wahf al-Qahtani (arabisch سعيد بن علي بن وهف القحطاني, DMG Saʿīd b. ʿAlī b. Wahf al-Qaḥṭānī; geb. 1952 in al-Arin; gest. 1. Oktober 2018 in Riad) war ein saudi-arabischer muslimischer Gelehrter und Schriftsteller.

## Leben
Qahtani wurde 1952 im Dorf al-Arin in der Region Asir in Saudi-Arabien geboren. Er hatte auch den Posten des Imams in einer Moschee inne. Er war ein Autor von etwa achtzig Büchern, wobei das bekannteste unter ihnen das Buch Hisn al-Muslim (arabisch حصن المسلم; Festung des Muslims) ist. Er erkrankte an Leberkrebs und verstarb am 1. Oktober 2018 in Riad.